# Flávio Amado
Flávio da Silva Amado (* 30. prosince 1979 Luanda) je bývalý angolský fotbalový útočník.
Je odchovancem klubu Ara da Gabela, jako profesionál začínal v Atlético Petróleos Luanda, s nímž vyhrál v letech 2000 a 2001 angolskou ligu. V sezóně 2000/01 také postoupil do semifinále Ligy mistrů CAF a byl vyhlášen nejlepším hráčem ročníku. V roce 2005 přestoupil do káhirského klubu Al-Ahly SC, kde vyhrál čtyřikrát egyptskou ligu (2006 až 2009), třikrát Ligu mistrů CAF (2005, 2006 a 2008) a třikrát Superpohár CAF (2006, 2007 a 2009). V dresu Al-Ahly byl také semifinalistou Mistrovství světa ve fotbale klubů 2006. Od roku 2009 hrál v Saúdské Arábii za Aš-Šabab FC, hostoval v katarském týmu Al-Charitiját, sedm zápasů také sehrál za belgický Lierse SK. Roku 2012 se vrátil do Atlético Petróleos, kde získal roku 2013 angolský pohár a o rok později ukončil kariéru.
Je rekordmanem angolské fotbalové reprezentace, za kterou v letech 2000 až 2014 odehrál 91 utkání a vstřelil 34 branek. Startoval na mistrovství světa ve fotbale 2006 v Německu, kde v utkání proti Íránu zaznamenal jedinou branku Angoly na světovém šampionátu. Čtyřikrát se zúčastnil Afrického poháru národů, v letech 2008 a 2010 pomohl svému týmu k účasti ve čtvrtfinále kontinentálního mistrovství. V letech 2001 a 2004 se podílel na zisku Poháru COSAFA.